# 윌리엄 잭슨
윌리엄 잭슨(William Jackson, 1759년 3월 9일 ~ 1828년 12월 17일)은 미국 독립 혁명 시기의 인물로, 미국 헌법 제정 회의에서 서기로 선정된 것으로 가장 유명하다. 그는 또한 미국 독립 전쟁 동안 대륙군에서도 두드러진 활약을 했다. 전쟁이 끝난 후에는 조지 워싱턴 대통령의 개인 비서로 일을 했다.

## 어린 시절
잭슨은 영국의 컴벌랜드 카운티에서 태어나 부모가 죽은 후에, 사우스캐롤라이나의 찰스턴에 이주했다. 잭슨 가족의 친구이자 저명한 상인 오웬 로버츠에 의해 성장하였다. 로버트는 민병대 대대의 지휘관이었다. 1775년에 전쟁이 발발하면서 로버트가 패트리어트 군에 참가하자, 잭슨도 같이 참여를 하였다. 로버트가 제1 사우스캐롤라이나 연대에서 잭슨이 견습 장교가 되는 것을 도왔을 것이다. 1776년 5월 잭슨은 소위로 임관하게 되었다.
1776년 6월 찰스턴 근처에서 잭슨은 처음으로 전투에 참가했다. 그의 연대는 영국군 헨리 클린턴 장군의 설리반 요새 공격을 격퇴했다. 이 부대는 이후 장기간 찰스턴 시의 방어를 맡게 되었으며, 그동안 패트리어트 찰스 코츠워스 핑크니가 제1 사우스캐롤라이나 연대의 지휘를 맡고 있었다. 1777년 말, 잭슨은 로버트 하우 소장의 지휘로, 영국령 플로리다 동부의 세인트 어거스틴의 발상으로 원정대에 참가했다. 이 전략은 보기 좋게 실패했고, 미군은 질병으로 사망하였다. 잭슨은 살아남아 1778년에 사우스캐롤라이나로 돌아갔다.
플로리다에서 귀환 후 남부의 여러 연대는 매사추세츠의 벤저민 링컨 소장의 지휘 하에 들어갔다. 핑크니는 링컨에게 북부 사람으로 그 남부의 군대에 관련된 도움을 줄 부관이 필요하다는 것을 확신시켰다. 잭슨이 책임을 선임되어, 일시적으로 소령의 지위로 승진했다. 잭슨은 링컨의 부관으로 1779년 스토노 페리 전투와 사바나 공성전에 참전했다. 1780년 링컨 장군은 긴 세월에 걸친 찰스턴 공성전 이후에 항복을 하게 된다. 잭슨은 포로 장교로서 필라델피아에 배로 끌려 갔다. 몇 달 후 포로 교환으로 대륙군에 반환되었다.
잭슨은 유능한 참모 장교로 조지 워싱턴 장군의 참모로 들어가 장군의 부관 존 로렌스의 비서를 지냈다. 전쟁 중 많은 기간을 로렌스와 함께 유럽에서 보냈고, 미국으로 돌아와 단기간 워싱턴의 부관 및 링컨 국방부 차관보를 지냈다. 잭슨은 1783년에 전쟁이 끝나자 군대를 제대했다.

## 제헌 회의
전쟁 후 몇 년이 지난 1787년 잭슨은 워싱턴에게 편지를 써서, 필라델피아 회의의 서기 일을 신청했다. 회의 첫날인 1787년 5월 25일, 알렉산더 해밀턴이 잭슨을 서기 후보로 지명했고, 대의원들은 윌리엄 템플 프랭클린보다 잭슨을 선택했다. 프랭클린은 벤자민 프랭클린의 손자이며, 파리 조약 협상 시에는 할아버지의 비서로 일한 경험이 있었다.
잭슨은 회의 서기로 바쁘게 보냈으며, 회의 기록의 기밀을 보호할 공식 회의록을 작성하고, 회의 기록이 아닌 기록은 말소했다. 잭슨은 대의원들이 헌법에 서명했다는 것을 증명하기 위해 ‘서기 윌리엄 잭슨이 증명’이라는 서명을 남겼다. 이 서명을 함으로써 잭슨은 미국 헌법의 40번째 서명자가 되었다.
잭슨은 또한 서명한 날로부터 며칠이 지난 1787년 9월 20일에 뉴욕 시에서 개최된 미국 의회에서 헌법을 낭독하는 영광을 안았다.

## 말년
잭슨은 회의 전에서 법률을 공부했고, 1788년에 법정 변호사로 인정 받았다. 조지 워싱턴이 1789년에 대통령으로 취임했을 때 잭슨을 개인 비서로 고용했다. 잭슨은 1791년에 이 자리를 그만두고 공무원과 법률 일을 계속했지만, 한때 필라델피아 연방당 신문 《폴리티컬 앤 커머셜 레지스터》(Political and Commercial Register)의 편집 위원을 지냈다.
잭슨은 1795년 36세의 나이에 결혼했다. 1800년부터 그가 사망한 1828년 12월 18일까지 신시내티 협회의 전국적인 서기로 활동적인 퇴역 병사로 활발한 활동을 했다.

## 참고 자료
- Dube, Ann Marie. May 1996. A Multitude of Amendments, Alterations and Additions: The Writing and Publicizing of the Declaration of Independence, the Articles of Confederation, and the Constitution of the United States. National Park Service. Online:  보관됨 2006-10-11 - 웨이백 머신.
- "George Washington's Household in Philadelphia, 1790-1792." Independence Hall Association. Online: .
- Vile, John R. "Jackson, William." Constitution Day Reference Library. ABC CLIO. Online: [깨진 링크(과거 내용 찾기)].
- Harry M. Ward. "Jackson, William"; American National Biography Online Feb. 2000. Access Date: Tue Oct 13 18:26:02 EDT 2009
- Wright, Robert K. and MacGregor, Morris J., Jr. 1987. "William Jackson 보관됨 2014-04-21 - 웨이백 머신." Soldier-Statesmen of the Constitution. United States Army Center of Military History.